# Montbard
Montbard est une commune française d'environ 5 000 habitants, chef-lieu d'arrondissement, sous-préfecture du département de la Côte-d'Or en région Bourgogne-Franche-Comté.
Située à proximité de la grande artère ferroviaire de la ligne de Paris-Lyon à Marseille-Saint-Charles, elle est desservie par le TGV et est traversée par le canal de Bourgogne.
Ville natale du naturaliste Buffon, Montbard abrite une industrie de transformation métallurgique importante.

## Géographie

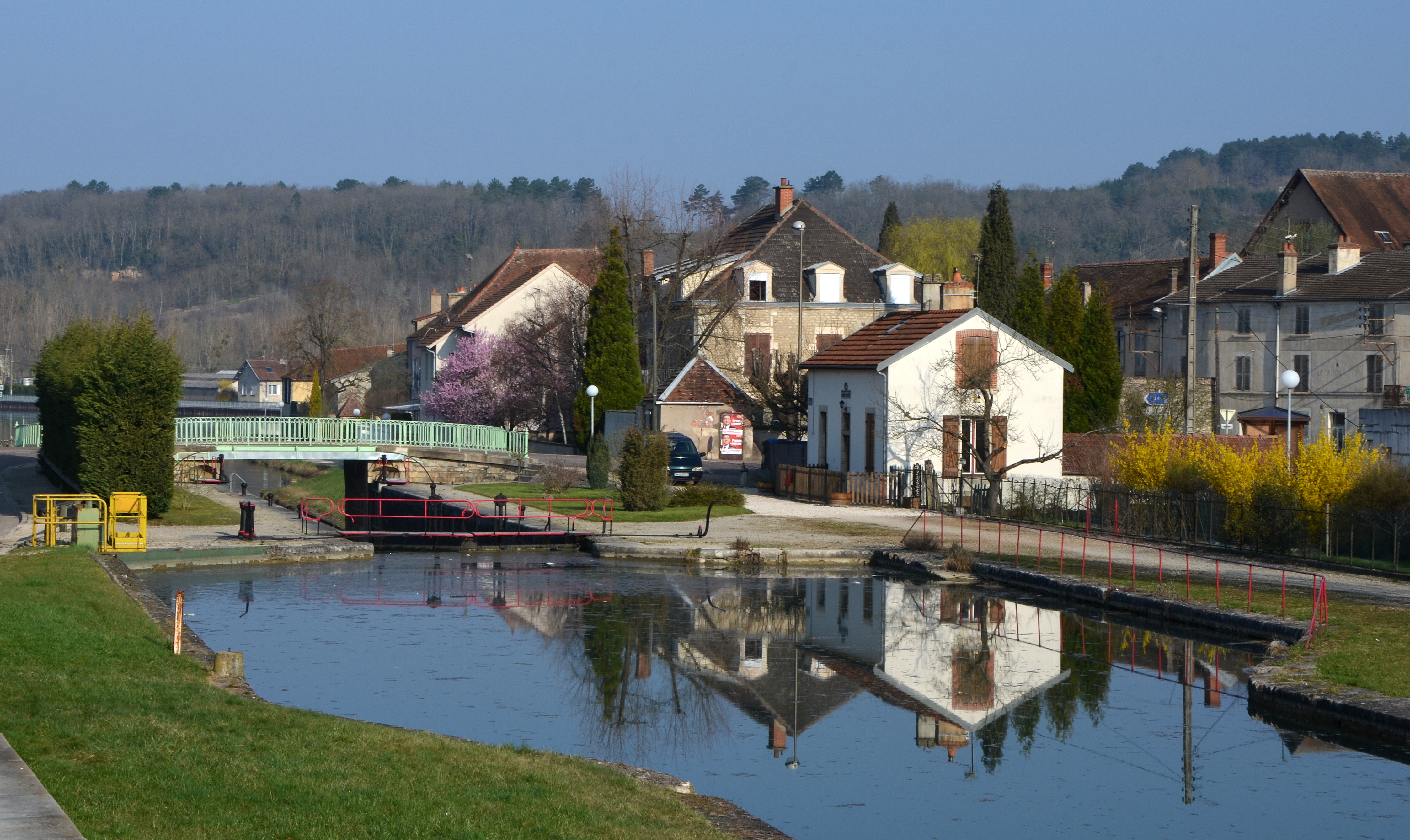
Le canal de Bourgogne à Montbard.

Montbard est située à 74km au nord-ouest de Dijon. Sa gare est desservie par des TGV Paris - Dijon - Besançon - Mulhouse et Lille - Mulhouse (actuellement non desservie par des trains voyageurs), ce qui la relie à Paris en une heure et à Lille en deux heures.

### Villages, hameaux, lieux-dits, écarts
(liste alphabétique non exhaustive)
- Corbeton (hameau détruit)

### Climat
Pour des articles plus généraux, voir Climat de la Bourgogne-Franche-Comté et Climat de la Côte-d'Or.
En 2010, le climat de la commune est de type climat océanique dégradé des plaines du Centre et du Nord, selon une étude du Centre national de la recherche scientifique s'appuyant sur une série de données couvrant la période 1971-2000. En 2020, Météo-France publie une typologie des climats de la France métropolitaine dans laquelle la commune est exposée à un climat océanique altéré et est dans la région climatique  Lorraine, plateau de Langres, Morvan, caractérisée par un hiver rude (1,5 °C), des vents modérés et des brouillards fréquents en automne et hiver. 
Pour la période 1971-2000, la température annuelle moyenne est de 10,4 °C, avec une amplitude thermique annuelle de 16 °C. Le cumul annuel moyen de précipitations est de 822 mm, avec 12,5 jours de précipitations en janvier et 7,9 jours en juillet. Pour la période 1991-2020, la température moyenne annuelle observée sur la station météorologique installée sur la commune est de 11,4 °C et le cumul annuel moyen de précipitations est de 853,5 mm,. Pour l'avenir, les paramètres climatiques de la commune estimés pour 2050 selon différents scénarios d'émission de gaz à effet de serre sont consultables sur un site dédié publié par Météo-France en novembre 2022.
| Mois                                  | jan.             | fév.           | mars           | avril         | mai           | juin          | jui.           | août           | sep.          | oct.            | nov.             | déc.           | année      |
| ------------------------------------- | ---------------- | -------------- | -------------- | ------------- | ------------- | ------------- | -------------- | -------------- | ------------- | --------------- | ---------------- | -------------- | ---------- |
| Température minimale moyenne (°C)     | 0,5              | 0,4            | 1,9            | 4,3           | 8,3           | 11,7          | 13,4           | 13,1           | 9,7           | 7,2             | 3,4              | 1,2            | 6,3        |
| Température moyenne (°C)              | 3,8              | 4,5            | 7,3            | 10,4          | 14,3          | 17,9          | 19,9           | 19,6           | 15,7          | 12,1            | 7,3              | 4,5            | 11,4       |
| Température maximale moyenne (°C)     | 7,2              | 8,6            | 12,7           | 16,5          | 20,2          | 24,2          | 26,3           | 26,1           | 21,7          | 16,9            | 11,1             | 7,7            | 16,6       |
| Record de froid (°C) date du record   | −15,7 02.01.1997 | −14,5 05.02.12 | −14,6 01.03.05 | −6,7 08.04.03 | −1,3 06.05.19 | 1,8 04.06.01  | 5,9 07.07.1993 | 3,7 30.08.1998 | 0,3 29.09.02  | −6,9 31.10.1997 | −10,6 23.11.1993 | −16,7 20.12.09 | −16,7 2009 |
| Record de chaleur (°C) date du record | 17,9 01.01.22    | 23,5 27.02.19  | 26,4 31.03.21  | 29,1 20.04.18 | 32,4 28.05.17 | 38,5 27.06.19 | 40,7 25.07.19  | 40,5 12.08.03  | 35,9 08.09.23 | 32,4 02.10.23   | 24 08.11.15      | 18,6 17.12.15  | 40,7 2019  |
| Précipitations (mm)                   | 71,8             | 62,6           | 64,8           | 68,2          | 79,1          | 64,9          | 70,2           | 58,4           | 70,2          | 81              | 80,8             | 81,5           | 853,5      |

### Hydrographie
- la Brenne
- le canal de Bourgogne.

## Urbanisme

### Typologie
Au 1er janvier 2024, Montbard est catégorisée bourg rural, selon la nouvelle grille communale de densité à 7 niveaux définie par l'Insee en 2022.
Elle appartient à l'unité urbaine de Montbard, une agglomération intra-départementale dont elle est ville-centre,. Par ailleurs la commune fait partie de l'aire d'attraction de Montbard, dont elle est la commune-centre,. Cette aire, qui regroupe 34 communes, est catégorisée dans les aires de moins de 50 000 habitants,.

### Occupation des sols
L'occupation des sols de la commune, telle qu'elle ressort de la base de données européenne d’occupation biophysique des sols Corine Land Cover (CLC), est marquée par l'importance des forêts et milieux semi-naturels (74,5 % en 2018), une proportion sensiblement équivalente à celle de 1990 (74,6 %). La répartition détaillée en 2018 est la suivante : 
forêts (70 %), terres arables (13 %), zones urbanisées (4,6 %), milieux à végétation arbustive et/ou herbacée (4,5 %), prairies (4,2 %), zones industrielles ou commerciales et réseaux de communication (2,2 %), zones agricoles hétérogènes (1,5 %). L'évolution de l’occupation des sols de la commune et de ses infrastructures peut être observée sur les différentes représentations cartographiques du territoire : la carte de Cassini (XVIIIe siècle), la carte d'état-major (1820-1866) et les cartes ou photos aériennes de l'IGN pour la période actuelle (1950 à aujourd'hui).

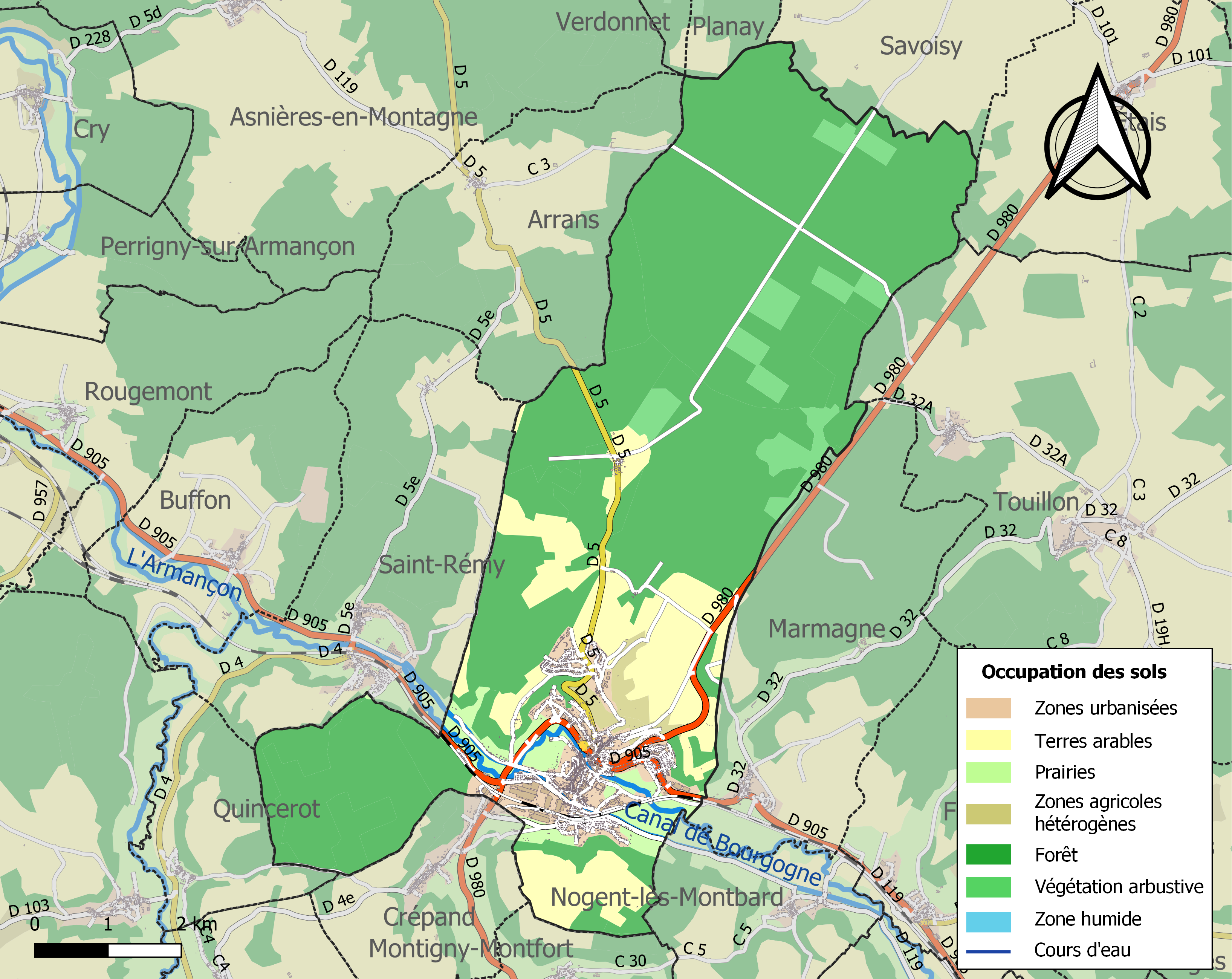
Carte des infrastructures et de l'occupation des sols de la commune en 2018 (CLC).

## Toponymie
Le site de Montbard est un petit mont qui barre la vallée de la Brenne.
Le toponyme est documenté sous les formes castrum Barris montis (1065), Montbar (1096), Mons Barrum (1129)…
Il s'agit donc d'un nom pléonastique « Mont-Mont » composé du latin Monte- et du Gaulois  Barr- de même signification. Le toponyme gaulois barr- 'sommet, hauteur' vient de Barros 'tête'. Il y de nombreux autres toponymes, comme Barr, Bar, parfois corrompus en Bard, d'où les noms de Bard, Bard-le-Régulier et Bard-lès-Époisses.
Le -d final n'est pas étymologique et, contrairement à une étymologie populaire répandue, la commune ne doit pas son nom à un barde gaulois.
La graphie restituée est Montbar.

## Histoire
Le site de Montbard est occupé dès l'Antiquité.
Au temps des Gaulois, Montbard abrite une communauté de druides.
Au Moyen Âge, elle est un bourg important autour du château de Montbard du Xe siècle. En 1070, sainte Alèthe de Montbard (mère de Bernard de Clairvaux) y naît. Le futur saint Bernard a pour oncle le comte André de Montbard. En 1231 elle est érigée en commune par le duc Hugues IV de Bourgogne ; en ce siècle, Montbard a une léproserie. Elle devient ensuite un lieu de fréquents séjours des ducs Valois de Bourgogne.
En 1590, elle est assiégée sans succès par le comte de Tavannes Guillaume de Saulx, lieutenant du roi Henri IV de France, qui combat le duc Charles-Emmanuel de Savoie-Nemours.
En 1707, le naturaliste et comte Georges-Louis Leclerc de Buffon y naît, et y réside une grande part de sa vie, faisant de fréquents allers et retours à Paris où il dirige le Jardin royal des plantes médicinales (dit « le Jardin du Roi »), futur Muséum national d'histoire naturelle. Y recevant l'Europe entière des lettrés, il accueille Jean-Jacques Rousseau de son retour d’exil. C’est là qu’il peaufine, au calme, les textes qui vont constituer son œuvre monumentale, Histoire naturelle, générale et particulière avec la description du cabinet du Roy. Il s’emploie également à développer l’économie de son domaine : en 1733 il crée une pépinière d’arbres ; en 1767 il installe des forges où sont fabriqués des boulets de canon.
En juillet 1813, Jean-Andoche Junot, duc d'Abrantès, général et ami de longue date de l'empereur Napoléon Ier, meurt à demi-fou à Montbard, dans la maison de son père.
En 1833, le canal de Bourgogne y est ouvert à la navigation.
En 1926, par décret de Raymond Poincaré, Montbard devient sous-préfecture en remplacement des sous-préfectures de Châtillon-sur-Seine et de Semur-en-Auxois.
Le 16 juin 1940, la 10e brigade blindée polonaise du général Maczek met les Allemands en déroute près de Montbard (à Nod-sur-Seine) mais se voit alors isolée, les unités françaises sur ses deux flancs étant défaites ou en retraite. Le 18 juin, la brigade est pratiquement encerclée et à court d’essence et de munitions. Le général Maczek ordonne la destruction du matériel de l’unité et la dispersion des hommes.
En 2005, le Dr Rifler pose les premiers défibrillateurs en accès public français, grâce à l'implication du maire Michel Protte, du député François Sauvadet qui dépose à cette occasion une proposition de loi, et au Lion's club qui parraine le projet.

## Traditions locales
« En fait de légendes et coutumes locales, Montbard est excessivement pauvre » déclare Ferdinand Sardin dans sa brochure sur Montbard. Parmi les rares traditions locales, on peut citer la confection et la dégustation des mariottes à l'occasion de la Chandeleur, une tradition qui a perduré jusqu'à la Seconde Guerre mondiale.

## Politique et administration

### Liste des maires

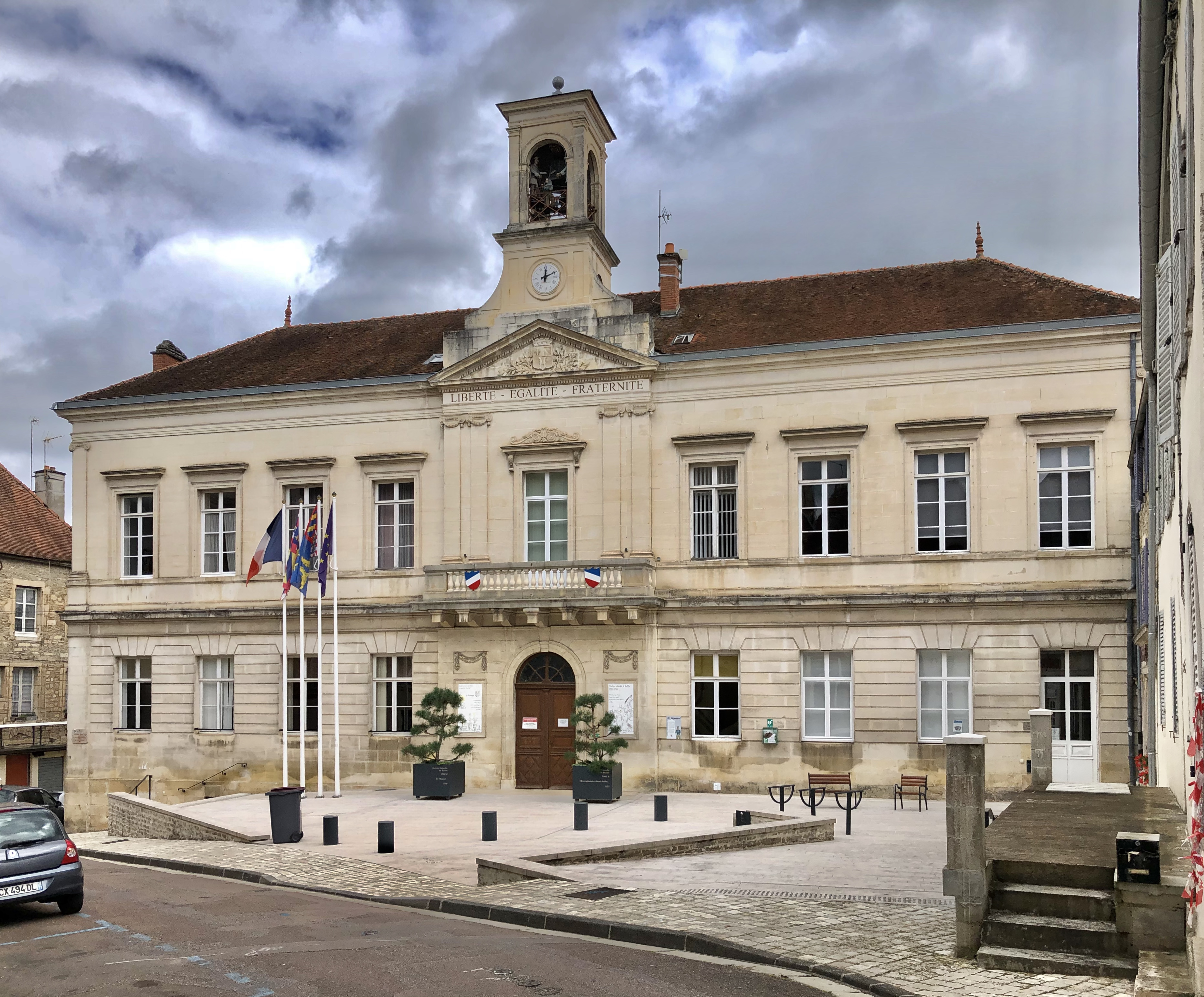
L'hôtel de ville.

| Période      | Période                        | Identité             | Étiquette       | Qualité |
| ------------ | ------------------------------ | -------------------- | --------------- | --- |
| 1944         | 1945                           | Jacques Brunhes      |                 | |
| 1945         | 1945                           | Pierre Vangeon       | Répub.soc.      | Médecin |
| 1945         | octobre 1947                   | Anatole Goyard       | SFIO            | Chef d'atelier |
| octobre 1947 | mai 1953                       | Pierre Beaudoin      |                 | |
| mai 1953     | 1955                           | Auguste Boisse       |                 | Démissionnaire |
| 1955         | mars 1971                      | Louis Defer,         | SFIO puis PRRRS | Retraité SNCF Adjoint au maire chargé des travaux (1953 → 1955) Officier des Palmes académiques, Croix de guerre 1914-1918 |
| mars 1971    | juin 1995                      | Jacques Garcia       | PCF             | Ouvrier tourneur Conseiller général de Montbard (1967 → 1985) |
| juin 1995    | mars 2008                      | Michel Protte        | RPR puis UMP    | Chef d'entreprise Conseiller régional de Bourgogne (1988 → 1998) Vice-président du conseil régional Conseiller général de Montbard (1985 → 1998) Vice-président de la CC du Montbardois (2005 → 2008) Maire de Montigny-Montfort (1983 → 1995) Suppléant du député François Sauvadet (1993 → 2007) |
| mars 2008    | mars 2014                      | Christelle Silvestre | PS              | Conseillère en insertion Vice-présidente de la CC du Montbardois (2008 → 2014) |
| mars 2014    | En cours (au 15 novembre 2022) | Laurence Porte       | UDI puis HOR    | Professeure d'histoire-géographie en disponibilité Conseillère départementale de Montbard (2015 → ) Vice-présidente du conseil départemental (2015 → ) 1re vice-présidente de la CC du Montbardois (2014 → ) Chevalier de la Légion d'honneur (2020)                                               |

## Démographie
Ses habitants sont appelés les Montbardois.
L'évolution du nombre d'habitants est connue à travers les recensements de la population effectués dans la commune depuis 1793. Pour les communes de moins de 10 000 habitants, une enquête de recensement portant sur toute la population est réalisée tous les cinq ans, les populations de référence des années intermédiaires étant quant à elles estimées par interpolation ou extrapolation. Pour la commune, le premier recensement exhaustif entrant dans le cadre du nouveau dispositif a été réalisé en 2004.

En 2022, la commune comptait 4 751 habitants, en évolution de −10,93 % par rapport à 2016 (Côte-d'Or : +0,82 %, France hors Mayotte : +2,11 %).
| 1793  | 1800  | 1806  | 1821  | 1836  | 1841  | 1846  | 1851  | 1856  |
| ----- | ----- | ----- | ----- | ----- | ----- | ----- | ----- | ----- |
| 2 316 | 2 118 | 2 061 | 1 875 | 2 123 | 2 215 | 2 315 | 2 697 | 2 428 |

| 1861  | 1866  | 1872  | 1876  | 1881  | 1886  | 1891  | 1896  | 1901  |
| ----- | ----- | ----- | ----- | ----- | ----- | ----- | ----- | ----- |
| 2 617 | 2 713 | 2 628 | 2 653 | 2 607 | 2 571 | 2 509 | 2 653 | 3 632 |

| 1906  | 1911  | 1921  | 1926  | 1931  | 1936  | 1946  | 1954  | 1962  |
| ----- | ----- | ----- | ----- | ----- | ----- | ----- | ----- | ----- |
| 3 824 | 3 957 | 4 863 | 4 193 | 4 423 | 4 097 | 4 455 | 4 871 | 6 386 |

| 1968  | 1975  | 1982  | 1990  | 1999  | 2004  | 2006  | 2009  | 2014  |
| ----- | ----- | ----- | ----- | ----- | ----- | ----- | ----- | ----- |
| 7 050 | 7 513 | 7 707 | 7 108 | 6 300 | 5 815 | 5 597 | 5 527 | 5 350 |

| 2019  | 2022  | - | - | - | - | - | - | - |
| ----- | ----- | - | - | - | - | - | - | - |
| 4 848 | 4 751 | - | - | - | - | - | - | - |

## Villes jumelées
- Couvin (Belgique) depuis 1958
- Ubstadt-Weiher (Allemagne) depuis 1991
- Gattinara (Italie) depuis 2014

## Économie
La ville, qui possède une antenne de la chambre de commerce et d'industrie de Côte-d'Or, joue un rôle commercial important pour les communes qui l'entourent.

### Pôle industriel
La zone industrielle est particulièrement importante à Montbard, héritière d'une longue tradition métallurgique et ouvrière. Elle regroupe neuf grandes entreprises métallurgiques, dont une usine du groupe Vallourec spécialisée dans la fabrication de tubes en acier et de faisceaux tubulaires en inconel destinés à l'industrie nucléaire.

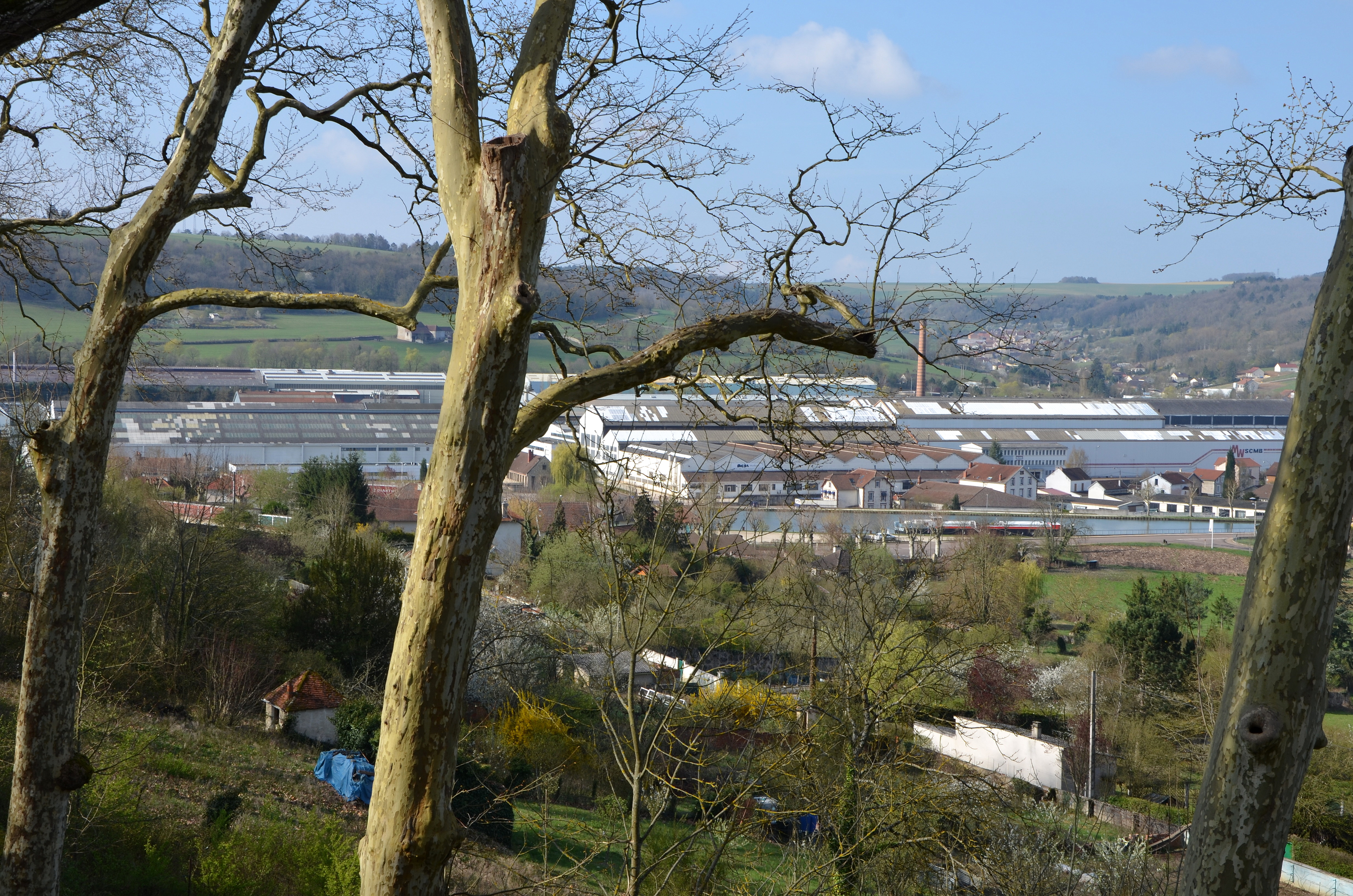
La zone industrielle
vue depuis le parc Buffon.

Métal déployéLe métal déployé est un treillis métallique réalisé par cisaillage et étirement de feuilles de métal. L'atout majeur de ce produit réside en ce qu'il est fait d'une seule pièce sans soudure ni assemblage et n'occasionne pas de perte de matière. Fondée en 1902, l'entreprise Métal Déployé est leader français pour la production de métal déployé et se positionne parmi les premiers producteurs européens. Ses secteurs traditionnels sont l'automobile et la construction. Depuis plusieurs années, l'entreprise produit également pour l'architecture avec des applications diverses telles brise-soleil, revêtement de façade, plafond, habillage « seconde peau », etc.
Métal Déployé RésistorDepuis 1938, Métal Déployé Resistor est fabricant de résistances électriques de puissance pour la fabrication de bancs de charge, mise à la terre, filtrage, contrôle moteur ou résistance de traction (rhéostats de freinage et résistances auxiliaires) ou chauffage industriel. Metal Deploye Resistor intègre des composants connexes à la résistance de puissance (sectionneurs, commutateurs, traversées, TC, etc.)
Metal Deploye Resistor réalise 60 % de son chiffre d'affaires à l'international et compte environ 80 personnes sur son site de Montbard ;
Salzgitter Mannesmann Stainless TubesLa filiale française du groupe allemand Salzgitter produit à Montbard des tubes sans soudure en acier inoxydable et en alliages de nickel ;
Vallourec Bearing TubesTubes et tuyaux en métaux ferreux (fabrication par laminage à chaud et/ou à froid) ;
Valinox nucléaireFabrique des tubes sans soudure en acier inoxydable et en inconel pour les centrales électriques et nucléaires (2d traitement thermique et finition) ; appartient au groupe Framatome depuis juin 2021 ;
Bliss ;
Vielcaisses en bois.

## Les équipements

### Enseignement
3 écoles maternellesPasteur, Jacques-Yves-Cousteau, et l'École Sainte-Marie (anciennement École Privée Buffon) ;
3 écoles primairesJoliot-Curie, Langevin et l'École Sainte-Marie (anciennement École Privée Buffon) ;
1 collègeLouis-Pasteur ;
1 lycée professionnelEugène-Guillaume.

### Sports et loisirs
- deux stades
- un centre nautique : Amphitrite
- deux gymnases
- plusieurs courts de tennis découverts
- un terrain de cricket[32]
- médiathèque
- cinéma
- une radio d'envergure nationale, Diversité FM. Ayant ses studios et bureau à Montbard. Elle diffuse également sur le 103.9 FM dans le reste de la Bourgogne et sur le 106 FM sur le sud Grand-Est. Elle diffuse en DAB+ sur la métropole de Dijon et la Franche-Comté. Depuis l'été 2024, elle diffuse depuis Monaco, sur la Côte d'Azur et couvre des villes d'Italie.
- une maison des jeunes et de la culture[33]
- centre équestre
- un tennis couvert
- un club de handball : AS Auxois
- un Dojo : Karaté, Krav-Maga, Judo, Ju-Jitsu, Aikido...
- un camping municipal

## Lieux et monuments
- Ville fleurie : trois fleurs.
- Le château de Montbard (Xe siècle).
- Le musée Site Buffon comprend trois lieux, le parc Buffon, l'Orangerie (anciennes écuries, XVIIIe, actuellement le musée Buffon) ainsi que le Musée des Beaux Arts (ancien couvent, XIXe siècle).
- Le Petit Fontenet, ancienne résidence de l'abbé de l'abbaye de Fontenay (XIIIe siècle, remanié aux XVe et XVIIIe siècles) puis bibliothèque et laboratoire de chimie de Buffon.
- L'hôtel de Buffon (XVIIIe siècle), futur musée Buffon.
- La maison d'Edme-Louis Daubenton (XVIIIe siècle), naturaliste.
- La maison de Jean-Andoche Junot, duc d'Abrantès, général d'Empire (XVIIIe siècle).
- Le Jacquemart (autrefois Jacquemard), offert à la ville par le duc Philippe III de Bourgogne en 1430. Situés dans le campanile de l'hôtel de ville, Jacquemart et Jacquette sonnent les heures, accompagnés de Jacquot. L'ensemble, restauré en 2011, est inscrit au titre des monuments historiques depuis 2006[34].
- La Pavillon de la compagnie des Arquebusiers (XVIIe siècle).

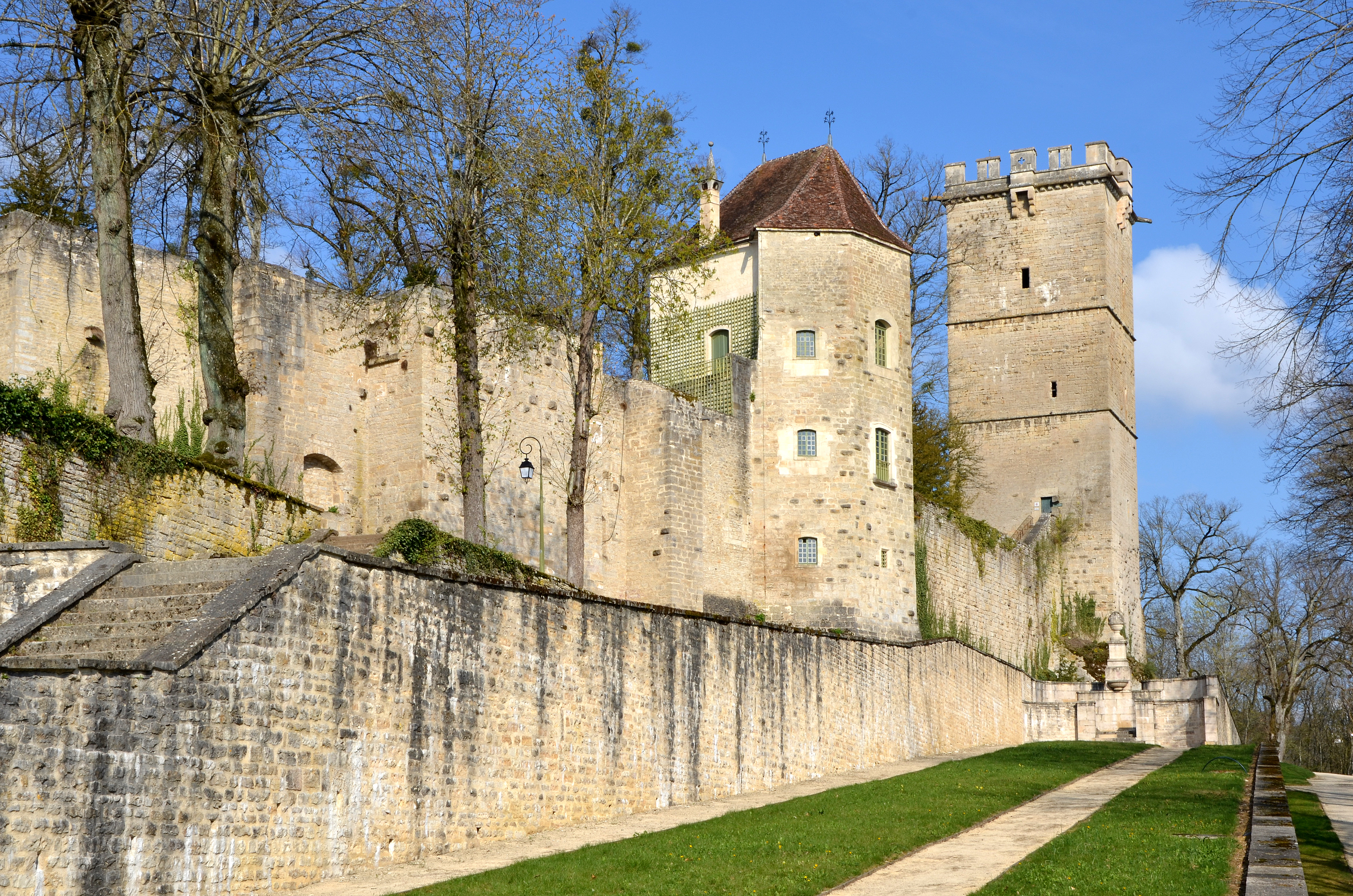
Château de Montbard.
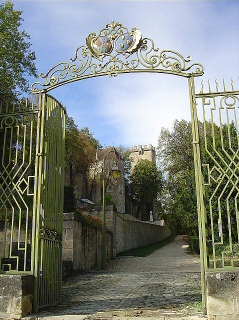
Entrée principale du parc Buffon.
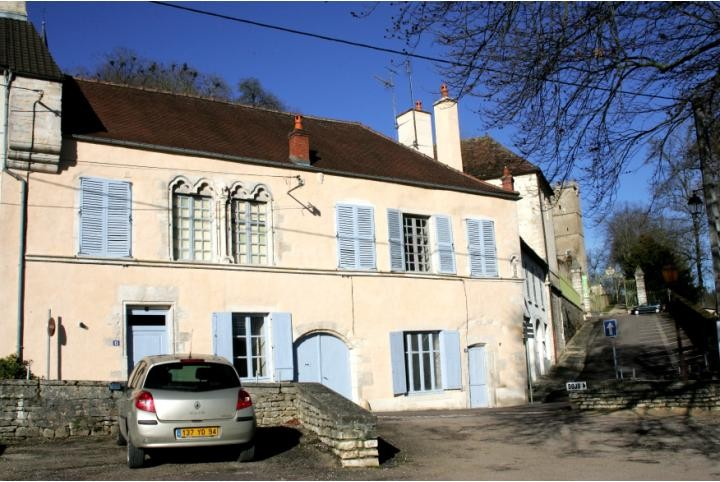
Petit Fontenet.
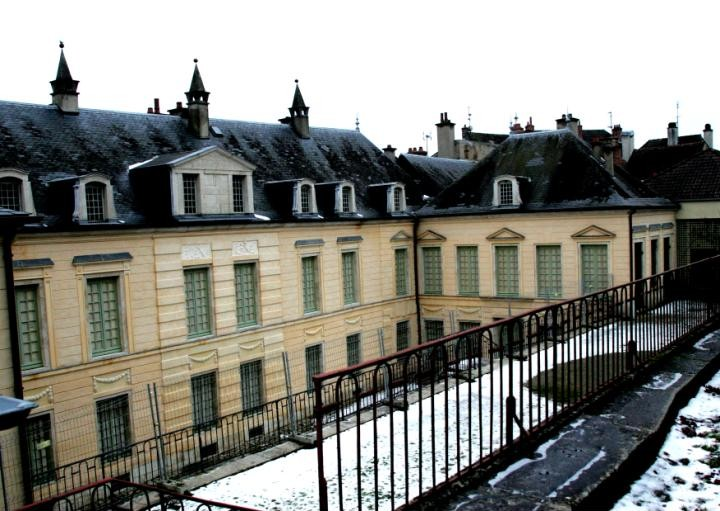
Hôtel de Buffon.
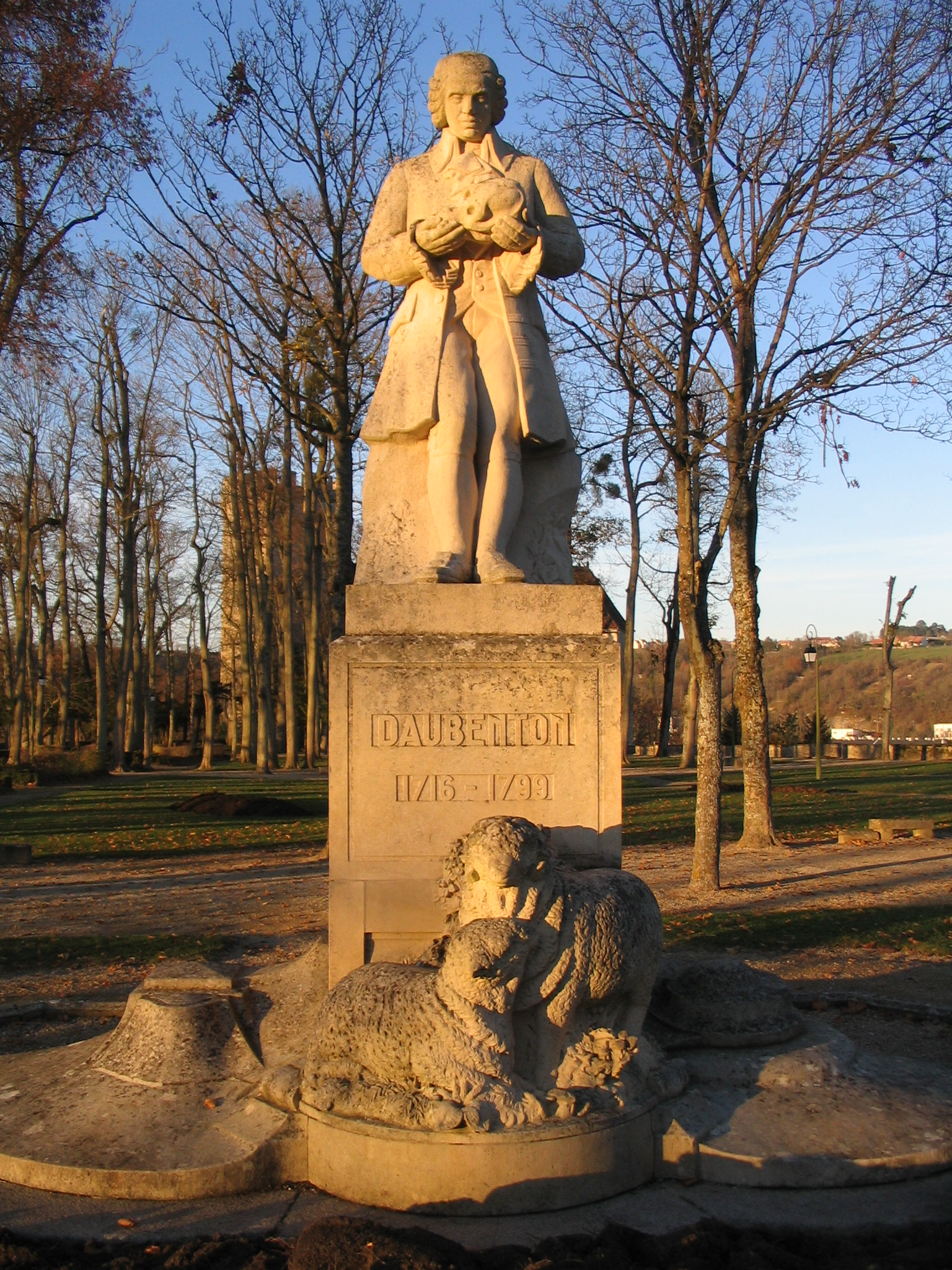
Statue de Daubenton, dans le parc Buffon.

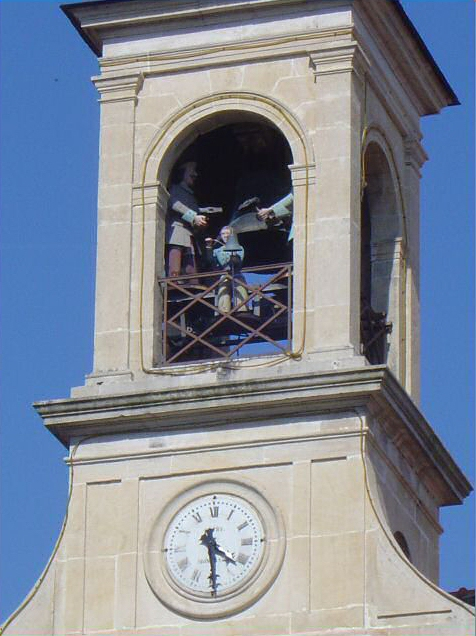
Jacquemart sur le toit de la mairie de Montbard.
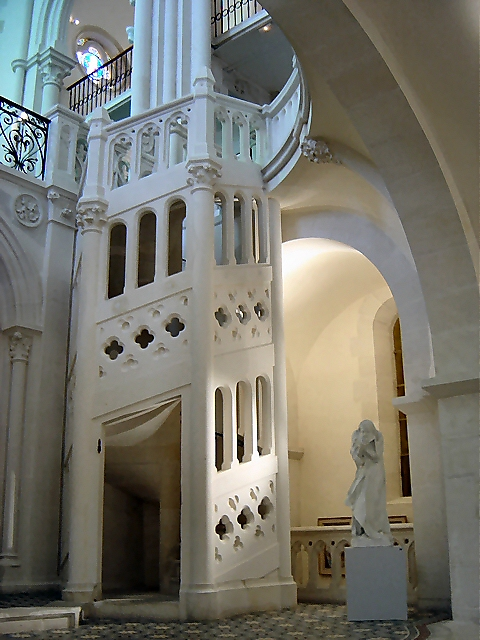
Ancienne chapelle des Ursulines, aujourd'hui musée.
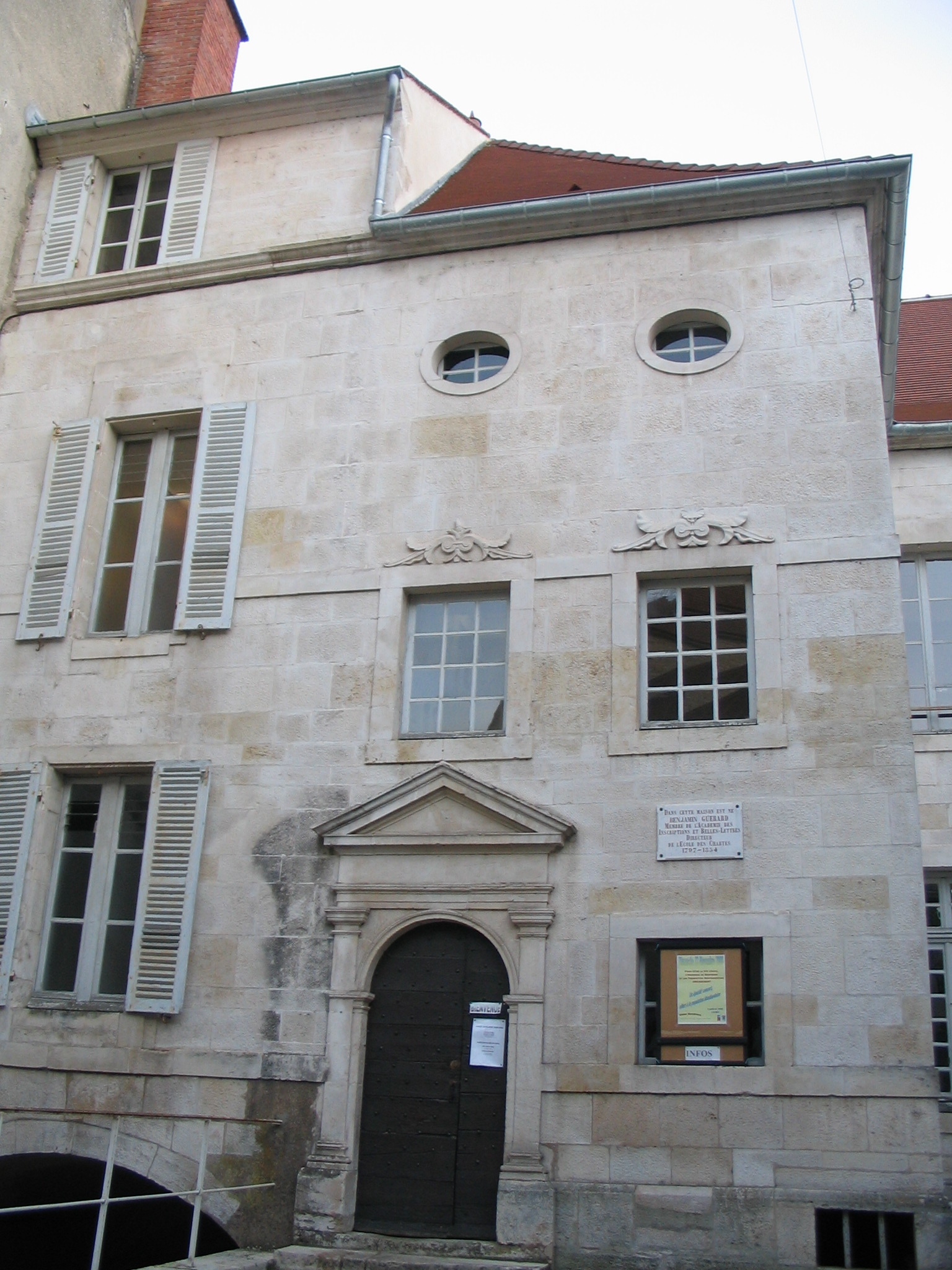
Maison natale de Benjamin Guérard.
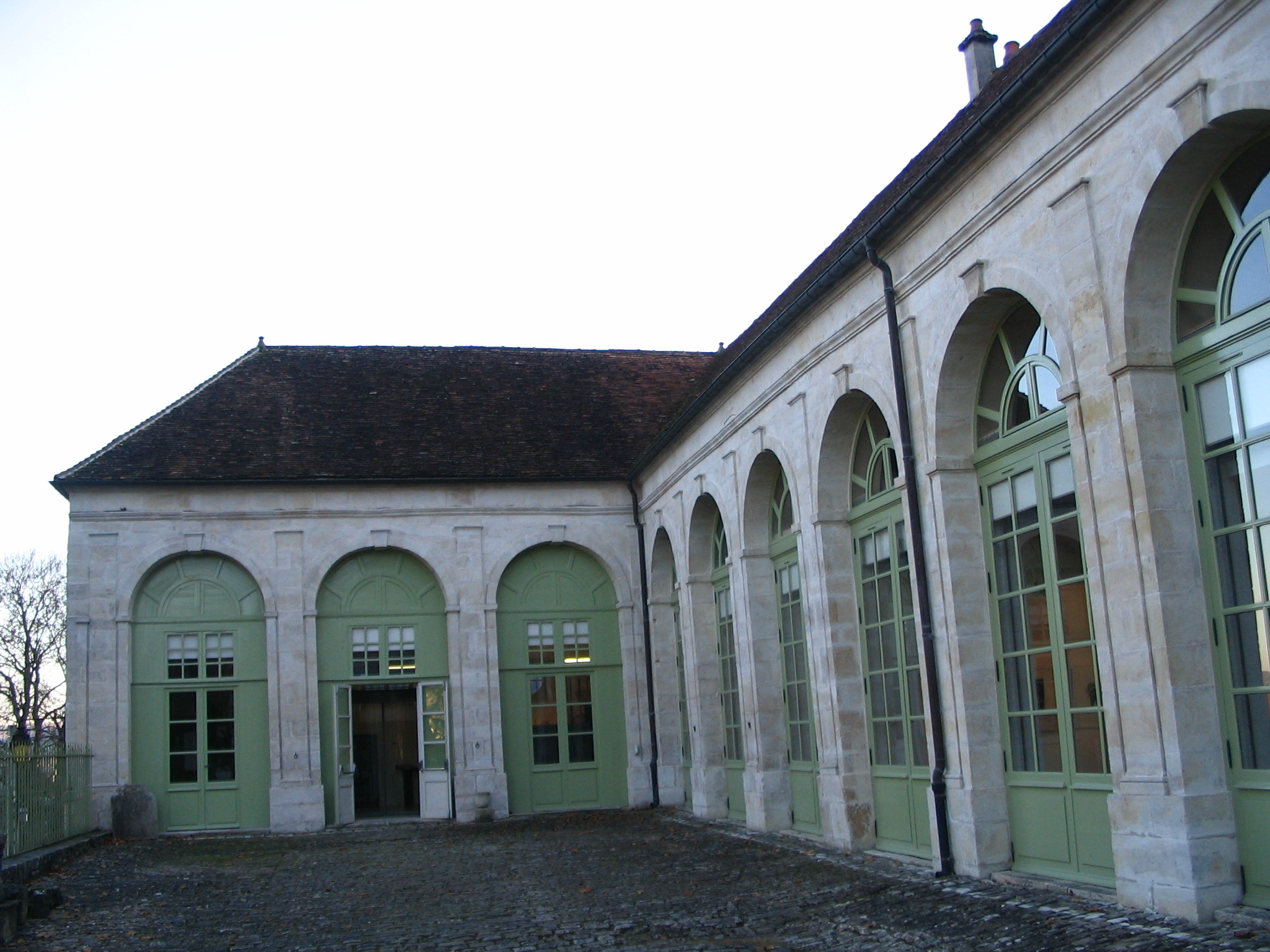
Orangerie, de nos jours le musée Buffon.

### Patrimoine religieux
- Église Sainte-Urse, allée Clémenceau située dans le parc, Buffon est enterré dans la crypte d'une chapelle attenante à l'église.
- Église Saint-Paul, rue Eugene Guillaume.
- Chapelle Notre-Dame Grande Rue (hameau La Mairie).
- Chapelle des ursulines (Musée des beaux arts).
- Salle du royaume des témoins de jehovah, 1 rue du Square.

### Aux environs
- L'abbaye de Fontenay, située sur le territoire de la commune de Marmagne, à trois kilomètres au nord-est.
- À quinze kilomètres au sud-est se trouve le site archéologique d'Alésia à Alise-Sainte-Reine, avec le MuséoParc Alésia. Lieu où se déroula officiellement en -52 le siège d'Alésia entre Vercingétorix et Jules César.
- Les Forges de Buffon se trouvent à environ trois kilomètres au nord-ouest, construites en 1768 par Georges Louis Leclerc, comte de Buffon, pour poursuivre ses expériences sur les métaux.
- Le château de Montigny-Montfort, XIIIe siècle, refuge à deux reprises du Saint Suaire.

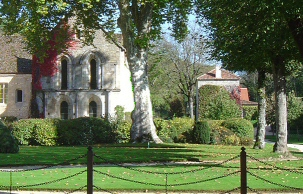
Abbaye de Fontenay.
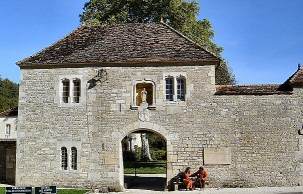
Abbaye de Fontenay.
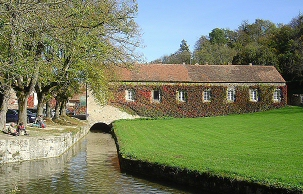
Abbaye de Fontenay.
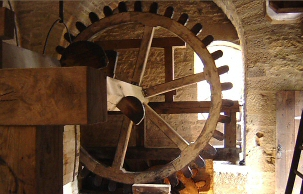
Forges de Buffon.

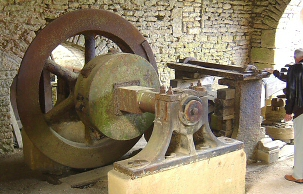
Forges de Buffon.
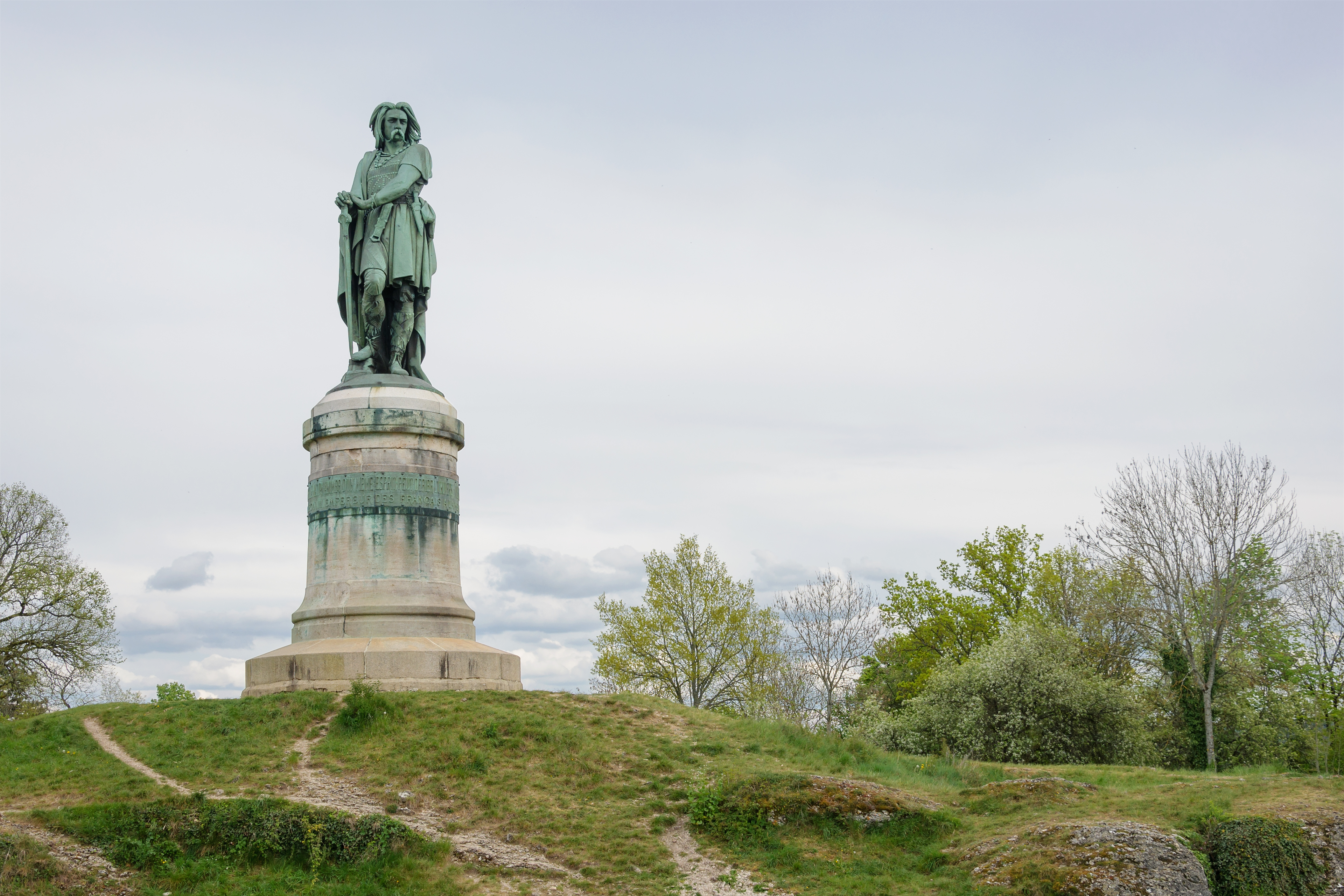
Statue de Vercingétorix du sculpteur Aimé Millet.
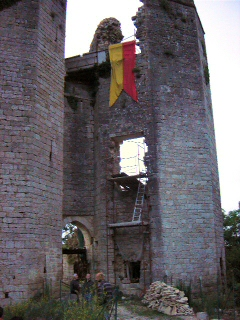
Château de Montfort.
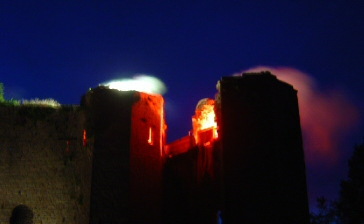
Château de Montfort (embrasement de la saint-Jean).

## Transports

### Navette
Un service de transport public relie les différents quartiers (hameau de la Mairie, la gare, les Perrières, les Bordes, Le Beugnon, Corbeton, Cité Fays, Cités de la Marne, etc.) au centre-ville et aux principales zones commerciales et zones de services (Mairie, Poste, Pôle Emploi, etc.). Le service de transport est partagé en 3 circuits.
La navette fonctionne les vendredis matin.

### Car
Le conseil départemental assure le transport sur tout le territoire de la Côte-d'Or. Le réseau Transco vise à faciliter les déplacements interurbains quotidiens. Les lignes 70 et 73 desservent Montbard.
Ainsi, de Montbard, en utilisant le car, on peut facilement rejoindre Semur-en-Auxois, Precy-sous-Thil, Saulieu et même Liernais avec un ticket unité à 1,50 euro (ligne 70). La ligne 73, quant à elle, relie Montbard à Pouilly-en-Auxois (5 allers et retours quotidiens) via les villes de Venarey et Vitteaux et des sites culturels comme le récent MuséoParc Alésia ou le village de Saint-Thibault. Les horaires de départ de Montbard sont adaptés aux passages de TER ou de TGV en gare de Montbard.
De plus, les offices de tourisme du Montbardois envisagent de mettre en place un car touristique permettant de rallier les sites majeurs de la région durant les mois de juillet et août 2011. Son itinéraire passera par Montbard, Venarey, Alise-Sainte-Reine, Bussy-Rabutin, Flavigny et le site de l’abbaye de Fontenay.

### Train

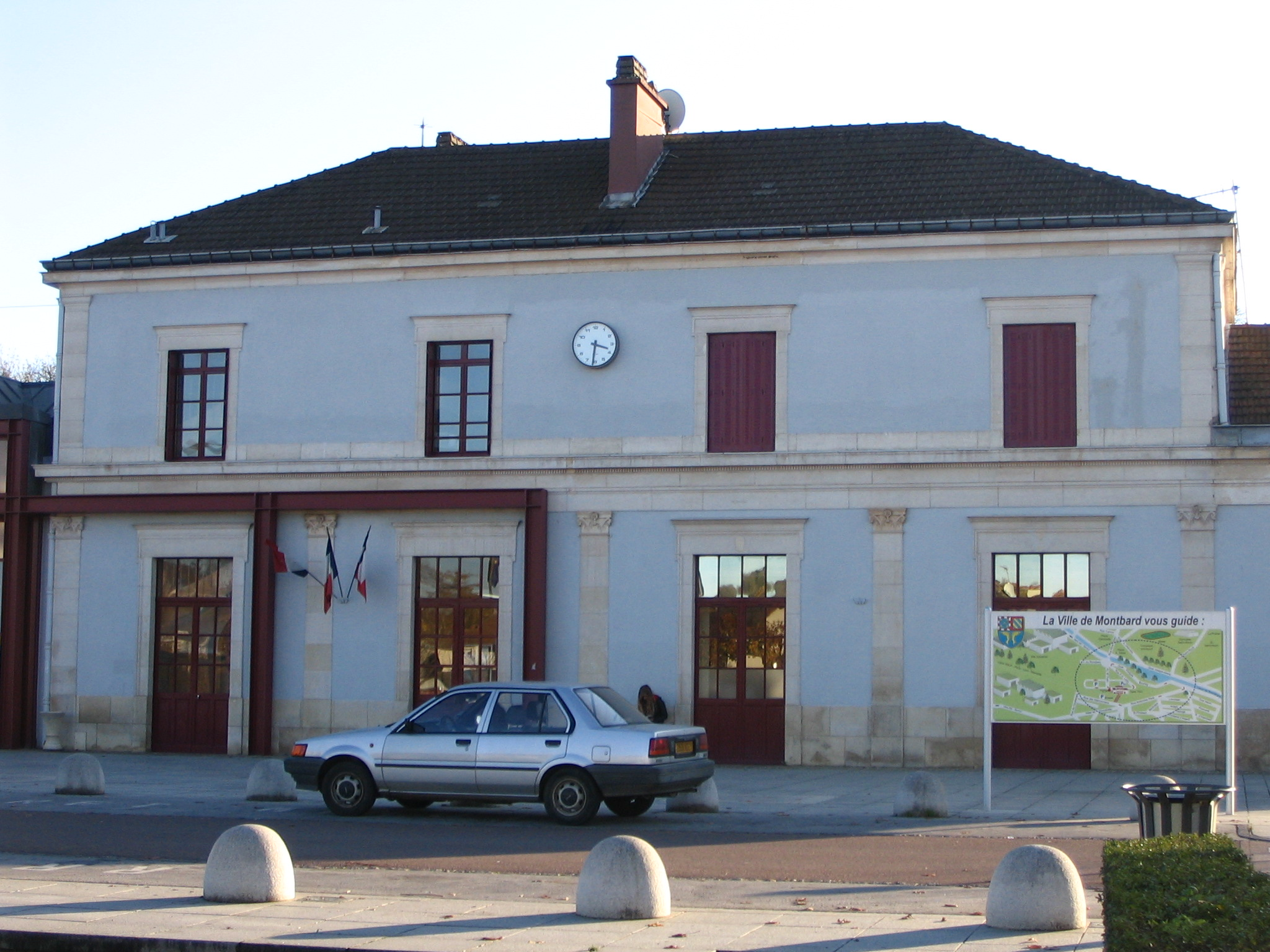
Gare de Montbard.

Montbard possède une gare avec 10 dessertes TGV par jour et jusqu'à 40 trains qui s'arrêtent quotidiennement. La gare SNCF est située sur la ligne de chemin de fer de Paris-Gare de Lyon à Marseille avec une fréquentation annuelle d'environ 450 000 voyageurs.
Des tarifs préférentiels permettent d'effectuer un aller retour Paris/Montbard en TER à prix réduit. Un programme de travaux a été entamé récemment dans le but de rendre la gare plus accessible et accueillante.

#### Accident ferroviaire
Le 5 octobre 1962, le TEE Cisalpin est victime d'un grave accident à proximité de la gare de Montbard : lancé à 140 km/h, le RAe TEE II percute des wagons de marchandises oubliés en pleine voie et déraille. L'accident fait neuf morts et onze blessés. C'est le plus grave accident d'un TEE après celui du Bavaria (28 morts près de Kempten le 9 février 1971).

## Personnalités liées à la commune

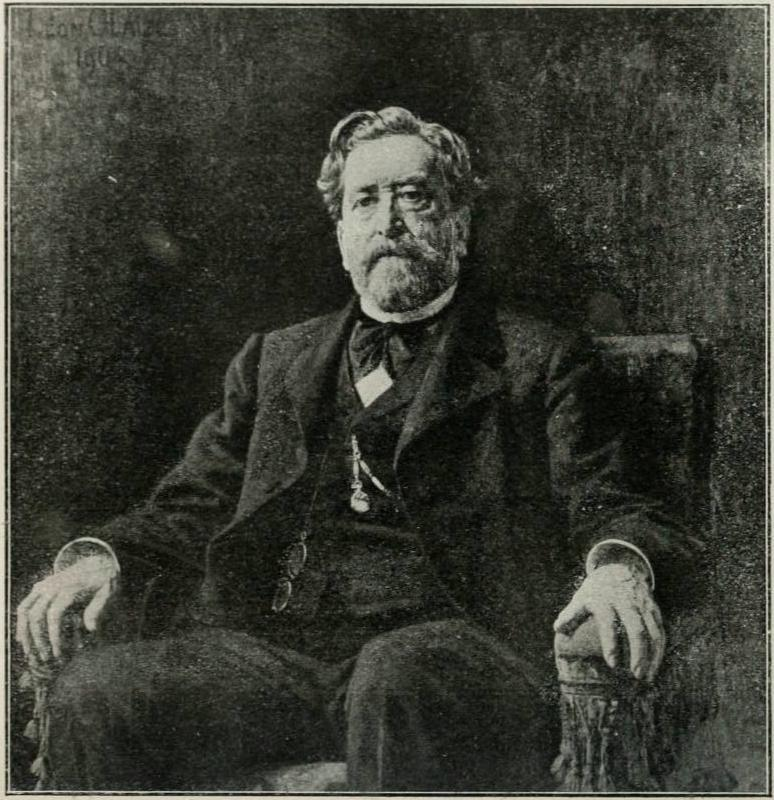
Edme Georges Piot, sénateur né à Montbard (portrait par Glaize, 1904).

- Bernard de Clairvaux (1090-1153), grande figure de l'ordre cistercien, dont la famille maternelle possédait la seigneurie de Montbard.
- Sainte Alèthe de Montbard (1070-1107), mère du précédent.
- André de Montbard (1103-1156), un des neuf fondateurs de l'ordre du Temple et cinquième maître de l'Ordre, frère de la précédente.
- Pierre Daubenton (1703-1776), avocat, né à Montbard.
- Georges-Louis Leclerc de Buffon (1707-1788), naturaliste, comte et mathématicien.
- Louis Jean-Marie Daubenton (1716-1799), naturaliste, né à Montbard.
- Edme-Louis Daubenton (1730-1785), naturaliste, cousin du précédent, né à Montbard.
- Jean Bardin (1732-1809), peintre d'histoire.
- Jean-Andoche Junot (1771-1813), général du Premier Empire, mort à Montbard dans la maison de son père.
- Benjamin Guérard (1797-1854), écrivain.
- Antoine Marie Joseph Maire (1804-1857), homme politique mort à Montbard, maire de Montbard et député de la Côte-d'Or de 1848 à 1849.
- Anna Delautel (1822-1865), peintre.
- Eugène Guillaume (1822-1905), sculpteur.
- François Bressonnet (1824-1899), général de division, grand-croix de la Légion d'honneur, né à Montbart.
- Edme Georges Piot (1828-1909), homme politique.
- Georges Loye (1841-1905), dessinateur et écrivain ; il signe ses croquis « G. Montbard ».
- Pierre Lefol (1852-1918), homme politique, maire de Montbard et député de la Côte-d'Or de 1910 à 1918.
- Henri-Gédéon Daloz (1861-1941), peintre et photographe.
- René Pinon (1870-1958), historien et journaliste, né à Montbard.
- Ernest Boguet (1902-1975), peintre, sculpteur.
- Jean Mairey (1907-1982), résistant et haut fonctionnaire français, y est mort.
- Louis Arnoux (1913-2006), peintre.
- Bernard Galmiche (1919-1997), commissaire.
- Michel Galmiche (1946-1992), professeur à la Sorbonne, grammairien et linguiste.
- Fabrice Philipot, cycliste professionnel de 1988 à 1994, est né à Montbard en 1965.
- Anatole Hugot (1836-1907), maire, député et sénateur.
- Denise Pumain (1946), géographe.
- Marie Vareille (1985), écrivaine, est née à Montbard.

## Héraldique
| Blason de Montbard | Blason  | D'azur à deux bars adossés d'or, au chef parti au I d'azur semé de fleurs de lys d'or, à la bordure componée d'argent et de gueules, au II bandé d'or et d'azur de six pièces, à la bordure de gueules. |
| Blason de Montbard | Détails | Contra : D'azur à deux barbeaux d'or posés en fasce l'un de l'autre, le premier tourné à droite et le deuxième à gauche, au chef de Bourgogne ancien, tel que rapporté par Malte-Brun dans La France illustrée (1882). Noter que ce blasonnement est peu orthodoxe dans son énoncé. Le statut officiel du blason reste à déterminer. |